# 哈扎尔大学

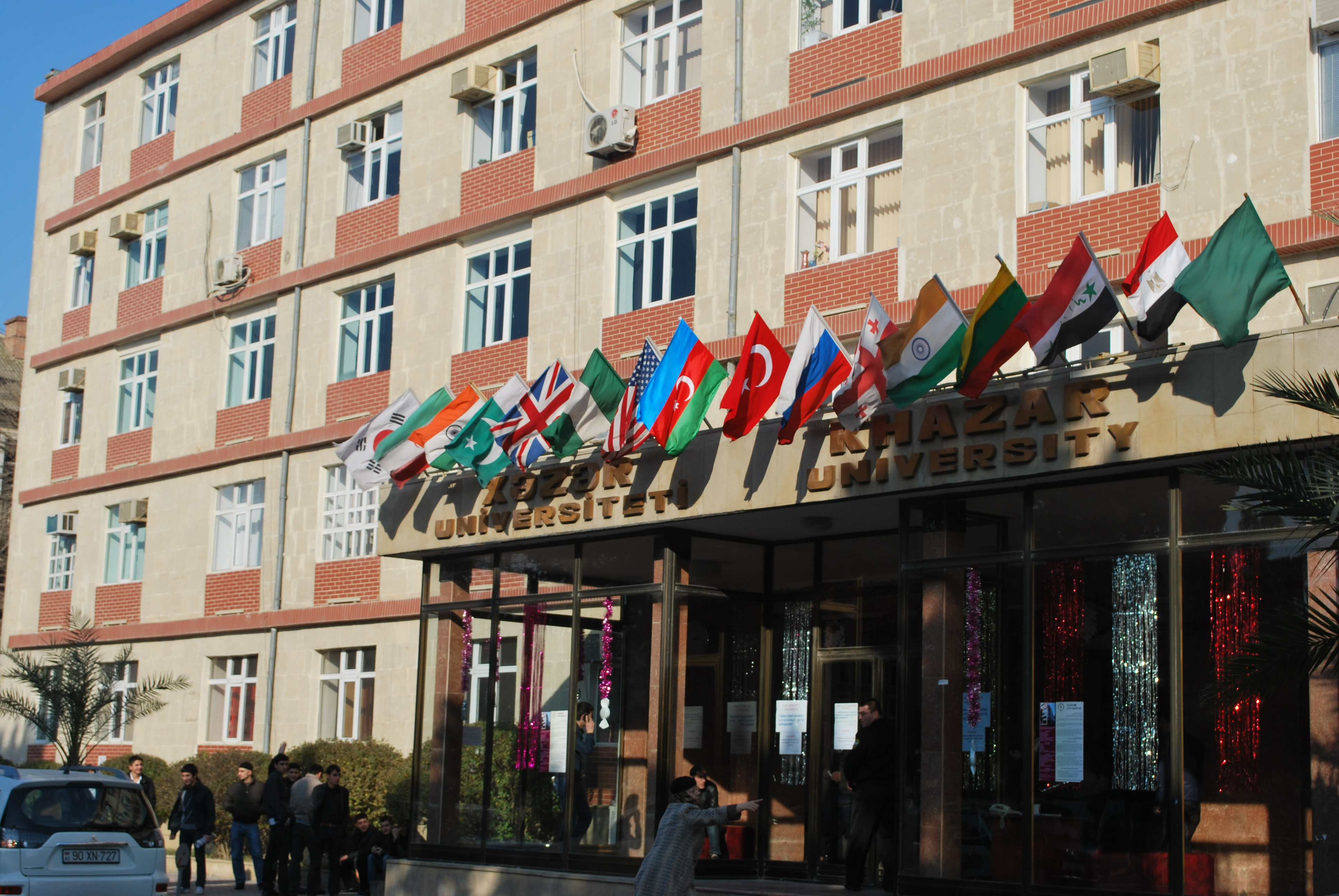

哈扎尔大学（直译：里海大学），是一所私立學校，由Hamlet Isaxanli教授在1991年创立，是东欧，高加索及中亚地区的第一批私立大学，同時是阿塞拜疆第一所引进西方高等教育体系和研究院的大学。Hamlet Isaxanli教授致力于教育改革，着力于避免苏联的高等教育体系中的腐败问题。

## 学术信息
在阿塞拜疆，哈扎尔大学是公认的可以提供新式西方教育体系的大学，所授各级教学等级包括：本科、硕士研究生及博士研究生。并设有一所实验学校，包括学龄前教育、小学及中学教育。哈扎尔大学拥有大约200名教师及讲师，教职员工大部分毕业于欧洲及美国的大学。哈扎尔大学实行以学生为主体的灵活的学分制度，这对于阿塞拜疆的教育界来说是开拓性的。其学科设置致力于满足先进的工业化民主国家的需求。哈扎尔大学主要教学语言为英语。这些因素的目的是给学生提供更广阔的更深层次的教育及职业机遇，培养学生在国际化及全球化的环境中的工作能力。哈扎尔大学设有六所学院，提供学位课程、培训课程及研究项目。

## 国际学生及学者服务中心
该中心的任务是协调，鼓励和促进哈扎尔大学的国际化，为以学习、研究、教学等，目的的国际访问提供全面及时的服务，服务项目包括：
- 签证支援及等级
- 入境安排
- 住宿及房屋信息
- 居留支援
- 会议安排包括国际学生学者及其家庭的计划与活动。
- 学术居留的延期。

该中心协助国际学生申请居留证，负责向政府相关部门提交申请材料。新生培训项目安排在每学期伊始。它可以帮助学生逐渐适应在阿塞拜疆的生活，同时了解大学的学术环境。

## 学生活动中心
学生可自愿加入各种团体，如音乐、舞蹈、戏剧等，以满足学生课余生活。学生也可选择地毯编制、珠宝制作等文化艺术类课程作为选修课。同时大学安排有各种竞技体育项目：足球，排球，篮球，象棋及搏击运动。

## 学生构成
目前，约有2000名学生都就读于大学的哈扎尔六所学院。80％的学生在本科阶段学习，20％的学生攻读研究生学位，但这一比例在各个学院有所不同，有些学院攻读研究生课程的学生达到50％。国际学生的比例占学生总数的15％以上。其中有来自土耳其、伊朗、埃及、印度、巴基斯坦、尼日利亚、格鲁吉亚、伊拉克、立陶宛、保加利亚、利比亚、美国、英国、丹麦、挪威、韩国、加拿大、俄罗斯、中国，中亚各共和国及其他国家的学生就读于不同的学院。哈扎尔渴望吸引更多的国际学生和研究人员。

## 图书馆及信息中心
图书馆及信息中心（Khazar University’s Library Information Center）的使命是维护和开发资料和信息收藏并提供相应服务，以满足大学目前及未来的教学及研究需求。中心一直努力实现的良好的发展政策，以营造一种开放的学术氛围。

## 国际合作及交换项目
在阿塞拜疆及周边国家，哈扎尔大学是最为成熟的大学之一，尤其是在国际合作项目方面。到目前为止，超过70所大学及25个国家的研究机构与大学建立了合作与交流关系。自成立以来，哈扎尔大学的国际合作项目的发展已成为哈扎尔大学的主要目标之一。